# Cadre-47/2-Europameisterschaft 1973

Logo CEB (ausrichtender Verband)

Veranstaltungsort: Genf

Die Cadre-47/2-Europameisterschaft 1973 war das 34. Turnier in dieser Disziplin des Karambolagebillards und fand vom 5. bis zum 8. April 1973 in Genf statt. Es war die dritte Cadre-47/2-Europameisterschaft in der Schweiz.

## Geschichte
Zum zweiten Mal nach 1967 holte sich Hans Vultink den EM-Tiltel im Cadre 47/2. Vor dem letzten Durchgang führte noch der Berliner Dieter Müller die Tabelle an. Nachdem Vultink in der sechsten Runde gegen José Gálvez verloren hatte, hätte Müller ein Unentschieden zum Titelgewinn gereicht. Gegen Vultink fand er aber nicht ins Spiel und verlor klar. Trösten konnte er sich über die beiden neuen deutschen Rekorde im BED und in der Höchstserie. Gegen Roland Dufetelle egalisierte er auch den Europarekord im BED mit 400,00. Dritter wurde der Spanier Galvez.

## Turniermodus
Hier wurde im Round Robin System bis 400 Punkte gespielt. Es wurde mit Nachstoß gespielt. Damit waren Unentschieden möglich.
Bei MP-Gleichstand wird in folgender Reihenfolge gewertet:
1. MP = Matchpunkte
2. GD = Generaldurchschnitt
3. HS = Höchstserie

## Abschlusstabelle
| MP    | Match Points (Sieger = 2; Unentschieden = 1; Verlierer = 0) |
| Pkte. | Erzielte Karambolagen                                       |
| Aufn. | Benötigte Versuche                                          |
| GD    | Generaldurchschnitt                                         |
| BED   | Bester Einzeldurchschnitt eines Spielers                    |
| HS    | Höchstserie                                                 |
|       | Bester GD des Turniers                                      |
|       | Bester ED des Turniers                                      |
|       | Beste HS des Turniers                                       |
|       | 1. Platz (Gold)                                             |
|       | 2. Platz (Silber)                                           |
|       | 3. Platz (Bronze)                                           |

| Platz                      | Name              | MP   | Pkte. | Aufn. | GD     | BED    | HS  |
| -------------------------- | ----------------- | ---- | ----- | ----- | ------ | ------ | --- |
| 1                          | Hans Vultink      | 12:2 | 2619  | 26    | 100,73 | 200,00 | 399 |
| 2                          | Dieter Müller     | 12:2 | 2480  | 39    | 63,58  | 400,00 | 412 |
| 3                          | José Gálvez       | 10:4 | 2438  | 54    | 45,14  | 200,00 | 397 |
| 4                          | Robert Guyot      | 8:6  | 2256  | 45    | 50,13  | 133,33 | 350 |
| 5                          | Roland Dufetelle  | 6:8  | 1998  | 55    | 36,32  | 80,00  | 244 |
| 6                          | Antoine Schrauwen | 4:10 | 1699  | 40    | 42,47  | 80,00  | 356 |
| 7                          | Franz Stenzel     | 2:12 | 1216  | 45    | 27,02  | 80,00  | 218 |
| 8                          | André Burgener    | 2:12 | 1215  | 56    | 21,69  | 36,36  | 163 |
| Turnierdurchschnitt: 44,22 |                   |      |       |       |        |        |     |